# Maarten Sikking

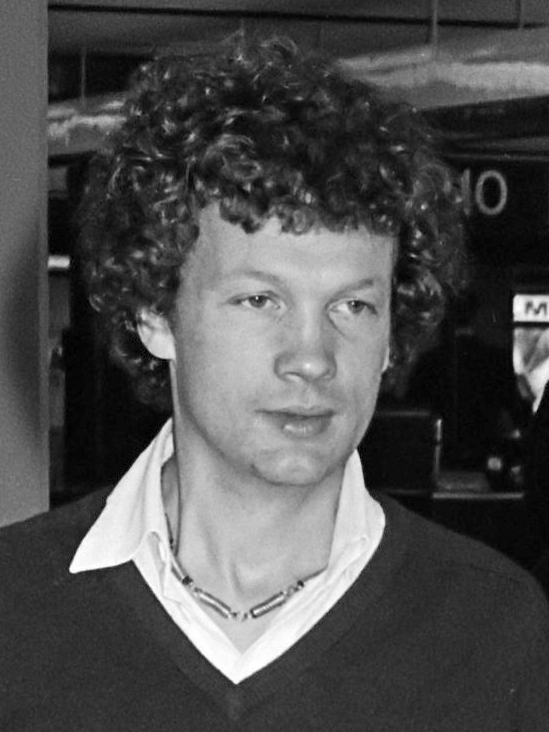
Maarten Sikking (1978)

Martinus „Maarten“ Jacobus Maria Sikking (* 13. Februar 1948 in Bergen op Zoom; † 5. Mai 2009 auf Bali, Indonesien) war ein niederländischer Hockeyspieler, der 1973 Weltmeister und 1978 Weltmeisterschaftszweiter war.

## Sportliche Karriere
Maarten Sikking bestritt von 1970 bis 1980 128 Länderspiele als Torhüter der niederländischen Nationalmannschaft.
Bei den Olympischen Spielen 1972 in München belegten die Niederländer in der Vorrunde den zweiten Platz hinter der indischen Mannschaft. Nach ihrer Halbfinalniederlage gegen die deutsche Mannschaft trafen die Niederländer im Spiel um den dritten Platz erneut auf die Inder und unterlagen mit 1:2. Im Jahr darauf bei der Weltmeisterschaft 1973 in Amstelveen belegten die Niederländer in der Vorrunde den zweiten Platz hinter der Mannschaft Pakistans. Im Halbfinale gegen die deutsche Mannschaft gewannen die Niederländer genauso im Siebenmeterschießen wie im Finale gegen die Inder. Sikking war der spielentscheidende Mann auf dem Platz, da er in der Verlängerung einen Strafstoß abwehrte und im Siebenmeterschießen zwei weitere.
Bei den Olympischen Spielen 1976 in Montreal gewannen die Niederländer ihre Vorrundengruppe, unterlagen aber im Halbfinale der neuseeländischen Mannschaft in der Verlängerung. Abschließend verloren sie auch das Spiel um die Bronzemedaille gegen Pakistan. Zwei Jahre später belegten die Niederländer bei der Weltmeisterschaft 1978 in Buenos Aires in ihrer Vorrundengruppe den zweiten Platz hinter Pakistan. Nach einem 3:2-Sieg im Halbfinale über die Australier trafen die Niederländer im Finale erneut auf Pakistan und unterlagen mit 2:3. 1980 verpasste Sikking seine dritte Olympiateilnahme wegen des Olympiaboykotts, woraufhin er seine Karriere beendete.
Sikking war Versicherungsangestellter und wirkte daneben international an Entwicklungsprojekten in der Dritten Welt mit. Die letzten Jahre seines Lebens lebte er mit seiner dritten Frau auf Bali.